# Dwarsbandwaterroofkever
Dwarsbandwaterroofkever (Hydaticus transversalis) is een keversoort uit de familie waterroofkevers (Dytiscidae). De wetenschappelijke naam van de soort is voor het eerst geldig gepubliceerd in 1763 door Pontoppidan.